# Marie Louise Ramnefalk
Sylvia Marie Louise Ramnefalk, född 21 mars 1941 i Maria Magdalena församling i Stockholm, död 6 oktober 2008 i Danderyds församling, var en svensk författare och litteraturvetare.
Ramnefalk var dotter till disponenten Sid Ramnefalk och hans hustru Inez, född Schantz. Efter studentexamen 1959 inledde Ramnefalk juridikstudier men övergick till humaniora med litteraturhistoria och teaterhistoria. Hon blev filosofie kandidat 1964, filosofie licentiat 1968 och filosofie doktor i litteraturvetenskap 1974 på avhandlingen Tre lärodiktare. Studier i Harry Martinsons, Gunnar Ekelöfs och Karl Vennbergs lyrik. Tillsammans med Anna Westberg var hon redaktör för Kvinnornas litteraturhistoria, 1981–1983.
Ramnefalk skrev 1973 libretton till Eskil Hembergs opera Love Love Love eller Om kärlek, med översatta dikter av Robert Graves,  och Någon har jag sett 1988, vilken tonsattes av Karólína Eiríksdóttir. Hon översatte även dikter av Robert Graves till svenska.
Ramnefalk satt i Författarförlagets styrelse 1977–1984. Från 1979 till 1983 ingick hon i Sveriges Författarförbunds styrelse. År 1991 valdes hon till ledamot i Svenska kyrkans kulturråd

## Priser och utmärkelser
- 1999 – Sten Hagliden-priset